# Kungen och jag (musikal)
Kungen och jag är en musikal som bygger på Margaret Landons roman Anna and the king of Siam från 1944. Boken bygger på Anna Leonowens memoarer, Leonowens var guvernant till kung Rama IV:s barn i början 1860-talet. Musikalen hade premiär den 29 mars 1951 på St James Theatre på Broadway.
Det finns även tre filmatiseringar av musikalen, Anna och kungen av Siam från 1946 i regi av John Cromwell, Kungen och jag från 1956 i regi av Walter Lang och Anna och kungen  film från 1999 med Jodie Foster och även en tv-serie från 1972